# Arantxa Sánchez Vicario
Aránzazu »Arantxa« Isabel Maria Sánchez Vicario, španska tenisačica, * 18. december 1971, Barcelona, Španija.
Arantxa Sánchez Vicario je nekdanja številka ena na ženski teniški lestvici WTA in zmagovalka štirih posamičnih turnirjih za Grand Slam, še osemkrat pa se je uvrstila v finale. Trikrat je osvojila Odprto prvenstvo Francije, enkrat pa Odprto prvenstvo ZDA. Ob osvojitvi svojega prvega naslova za Odprto prvenstvo Francije leta 1989 je premagal tedaj vodilno tenisačico na lestvici Steffi Graf ter s sedemnajstimi leti postala najmlajša zmagovalka turnirja za Grand Slam. Rekord je veljal le eno leto, kajti Monika Seleš je svoj prvi turnir za Grand Slam osvojila v starosti šestnajstih let. V dvanajstih finalih se je kar sedemkrat pomerila s Steffi Graf, s katero je dvakrat zmagala in petkrat izgubila, trikrat z Moniko Seleš, s katero je enkrat zmagala in dvakrat izgubila, ter dvakrat z Mary Pierce, s katero je po enkrat zmagala in izgubila. Ob tem je dosegla še pet zmag v enajstih finalih med ženskimi dvojicami in štiri v osmih finalih med mešanimi. Na olimpijskih turnirjih je v štirih nastopih osvojila po dve srebrni in bronasti medalji. Leta 2007 je bila sprejeta v Mednarodni teniški hram slavnih.

## Finali Grand Slamov posamično (12)

### Zmage (4)
| Leto | Turnir                        | Nasprotnica v finalu | Rezultat finala  |
| 1989 | Odprto prvenstvo Francije     | Steffi Graf          | 7–6(6), 3–6, 7–5 |
| 1994 | Odprto prvenstvo Francije (2) | Mary Pierce          | 6–4, 6–4         |
| 1994 | Odprto prvenstvo ZDA          | Steffi Graf          | 1–6, 7–6(3), 6–4 |
| 1998 | Odprto prvenstvo Francije (3) | Monika Seleš         | 7–6(5), 0–6, 6–2 |

### Porazi (8)
| Leto | Turnir                          | Nasprotnica v finalu | Rezultat finala   |
| 1991 | Odprto prvenstvo Francije       | Monika Seleš         | 6–3, 6–4          |
| 1992 | Odprto prvenstvo ZDA            | Monika Seleš         | 6–3, 6–3          |
| 1994 | Odprto prvenstvo Avstralije     | Steffi Graf          | 6–0, 6–2          |
| 1995 | Odprto prvenstvo Avstralije (2) | Mary Pierce          | 6–3, 6–2          |
| 1995 | Odprto prvenstvo Francije (2)   | Steffi Graf          | 7–5, 4–6, 6–0     |
| 1995 | Odprto prvenstvo Anglije        | Steffi Graf          | 4–6, 6–1, 7–5     |
| 1996 | Odprto prvenstvo Francije (3)   | Steffi Graf          | 6–3, 6–7(4), 10–8 |
| 1996 | Odprto prvenstvo Anglije (2)    | Steffi Graf          | 6–3, 7–5          |